# پوپوو (استان سیلسیان)
پوپوو (به لهستانی:  Popów) یک روستا در لهستان است که در گمینا پوپوو واقع شده‌است. پوپوو ۲۴۹ نفر جمعیت دارد.